# Rue Alphand (Grenoble)
Ne doit pas être confondu avec Rue Alphand.
La rue Alphand est une voie publique de la commune française de Grenoble. Située dans le quartier de l'Hyper-centre, un des quartiers les plus animés de la ville, cette voie a été partiellement réaménagée afin de permettre le passage d'une ligne de tramway.

## Situation et accès

### Situation

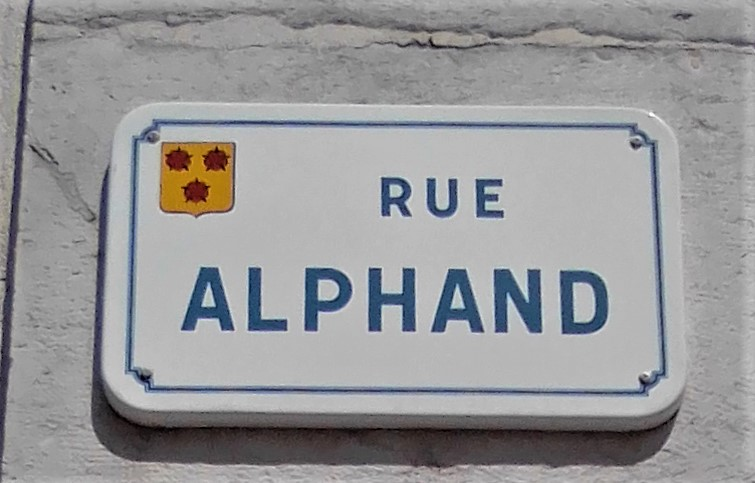
Plaque de la rue Alphand

Cette voie, relativement courte et partiellement piétonne, débute place Sainte-Claire, à l'angle de la rue de la République et s'achève par le no 7, au niveau de la rue Raoul-Blanchard.

### Accès

#### À pied
La rue, comprise partiellement dans la zone piétonne de Grenoble, au cœur de la principale zone commerciale de la ville, est accessible aux passants depuis n'importe quel point du quartier Notre-Dame, le plus ancien de Grenoble.

#### Transport public
La rue Alphand, parcourue sur toute sa longueur par des voies du tramway, est principalement desservie par les lignes A, B et D du tramway de Grenoble. Les stations Hubert Dubedout - Maison du Tourisme (au sud) et Sainte-Claire-Les Halles (au nord) sont les plus proches de cette voie.
La rue Raoul Blanchard, avec laquelle elle est contigüe, comprend un grand parking urbain, situé sous l'office de tourisme et dénommé « Parking Grenoble Lafayette » qui comprend 297 places de stationnement.

## Origine du nom

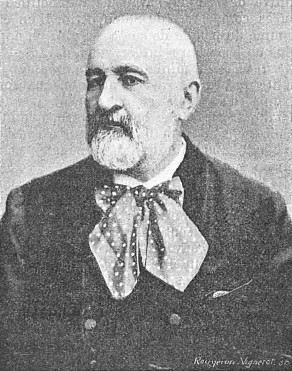
Adolphe Alphand

La rue a reçu ce nom en hommage à Jean-Charles Adolphe Alphand qui y est né, le 26 octobre 1817. Cet ingénieur des ponts et chaussées est considéré comme le père des espaces verts de Paris.

## Historique

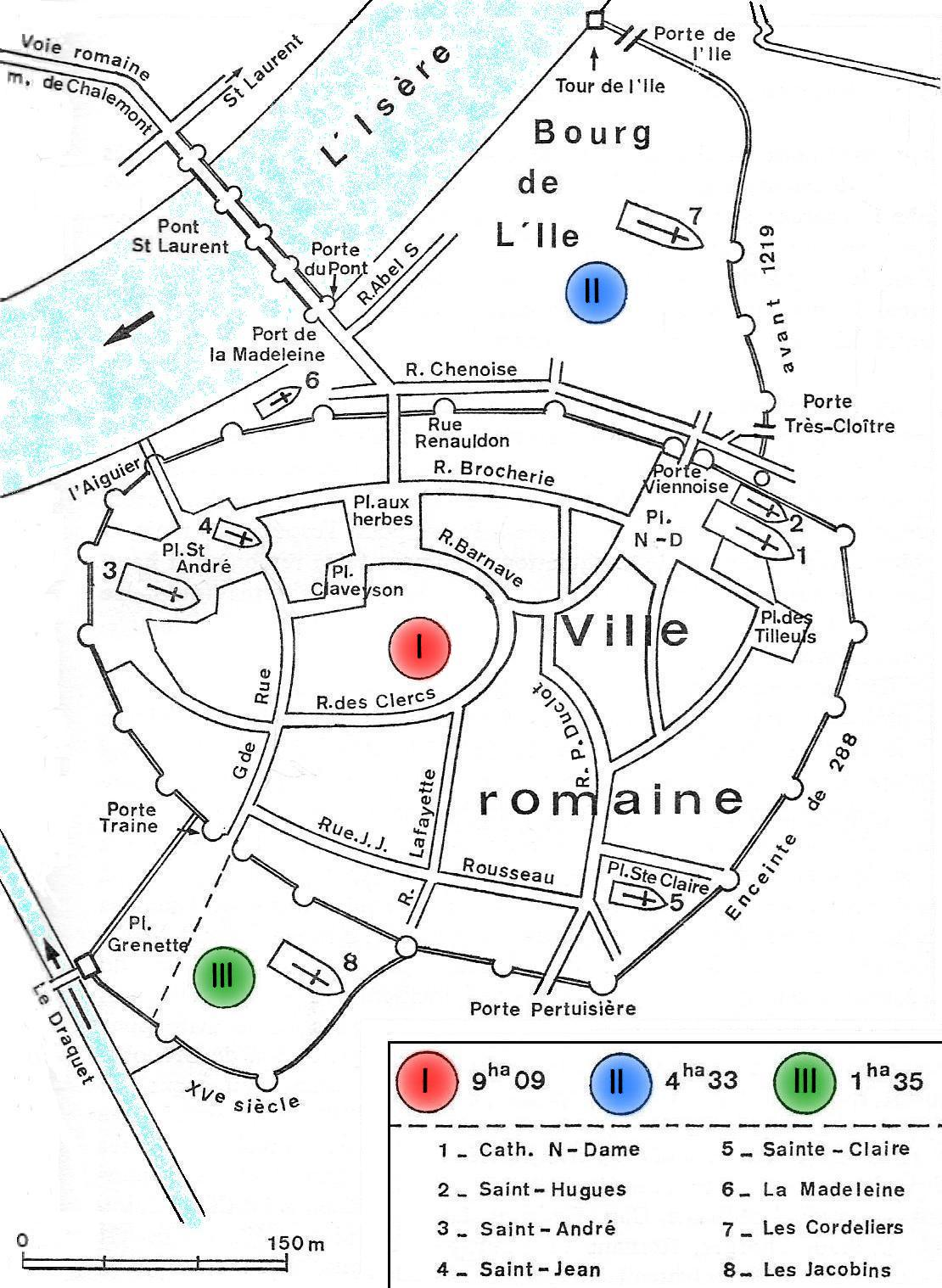
Plan de Grenoble au XIIIe siècle avec l'indication de la Porte Pertusière

Cette voie, très ancienne, fut longtemps dénommé sous l'appellation de « rue Pertusière ». En 950 les Dominicains font percer une ouverture dans l'ancienne enceinte romaine, devenue l'enceinte médiévale, entre la porte Viennoise et la porte Traine. Il s'agissait alors de créer une nouvelle sortie de la ville qui fut baptisée « porte Pertuisière « (de « pertuis qui signifie « ouverture »), nom qui fut dès lors attribué à la rue qui y conduisait.
La porte fut détruite en 1591 par François de Bonne de Lesdiguières, quand il fit agrandir la ville et repousser les fortifications. Le couvent Sainte-Claire, fondé par Jean Bâtard d'Armagnac, fut installé dans cette rue entre 1469 et 1818. Cette voie abritait également une des façades de l'hôtel des Monnaies qui fut détruit par un incendie en 1747. La rue Pertusière reçut le nom de l'ingénieur Alphand, le 24 avril 1896.
La destruction en 1966 des immeubles d'un côté de la rue du Lycée (devenu rue Raoul-Blanchard), et d'un côté de la rue Alphand, modifia le secteur en profondeur. Ce pâté d'immeubles, rasé, a fait place à la Maison du Tourisme. La ligne B du tramway de Grenoble y fut installée au début des années 1990.

## Bâtiments remarquables et lieux de mémoire

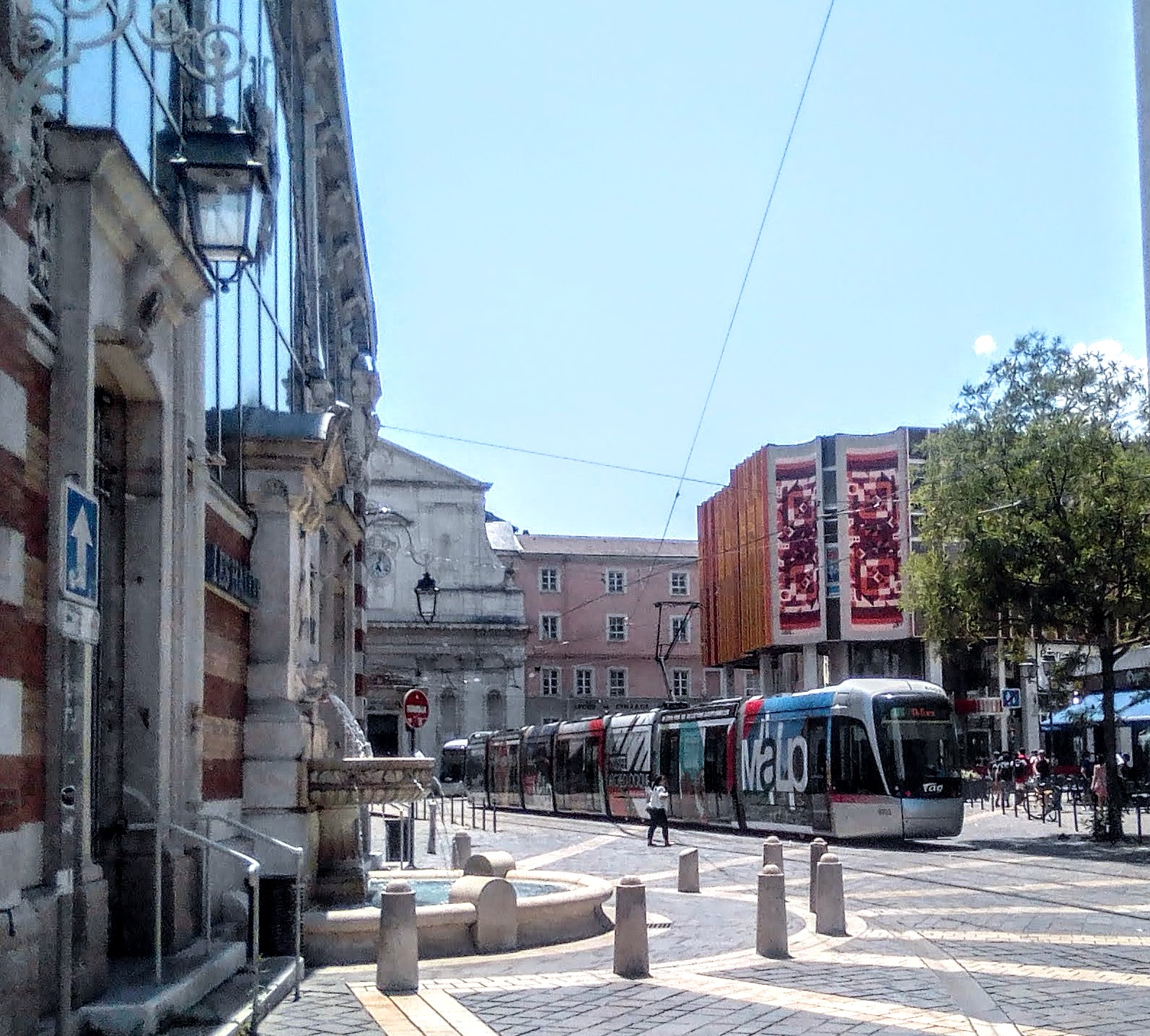
Le tramway à la sortie de la rue Alphand avec la halle Sainte-Claire à gauche, la façade de l'ancienne chapelle du collège jésuite, au fond et l'office de tourisme, à droite

Cette rue débuté et se termine à l'angle de deux monuments grenoblois, lesquels sont classés au titre des monuments historiques :
- La halle Sainte-Claire qui a été édifiée sur l'emplacement de l'ancien couvent Sainte-Claire se situe débouché nord de la rue, à l'angle de son n°1.
- La façade de l'ancienne chapelle du collège jésuite devenu ensuite le lycée Stendhal se situe au débouché sud de la rue, face à l'angle de son n°7.
- Une partie du bâtiment de l'office de tourisme et sa porte d'accès au public est située dans cette rue.